# Mu'a (Wallis)
Mu'a è il più meridionale dei tre distretti in cui è diviso 'Uvea, uno dei tre regni tradizionali in cui è divisa la collettività d'oltremare francese di Wallis e Futuna, sull'isola di Wallis. Capoluogo è Mala'efo'ou.

## Villaggi
| Villaggio   | Popolazione (censimento 21/07/2008) |
| ----------- | ----------------------------------- |
| Gahi        | 277                                 |
| Ha'atofo    | 208                                 |
| Halalo      | 563                                 |
| Kolopopo    | 144                                 |
| Lavegahau   | 359                                 |
| Mala'efo'ou | 224                                 |
| Te'esi      | 250                                 |
| Tepa        | 229                                 |
| Utufua      | 622                                 |
| Vaimalau    | 389                                 |
| Mu'a        | 3265                                |